# Chromatografia powinowactwa

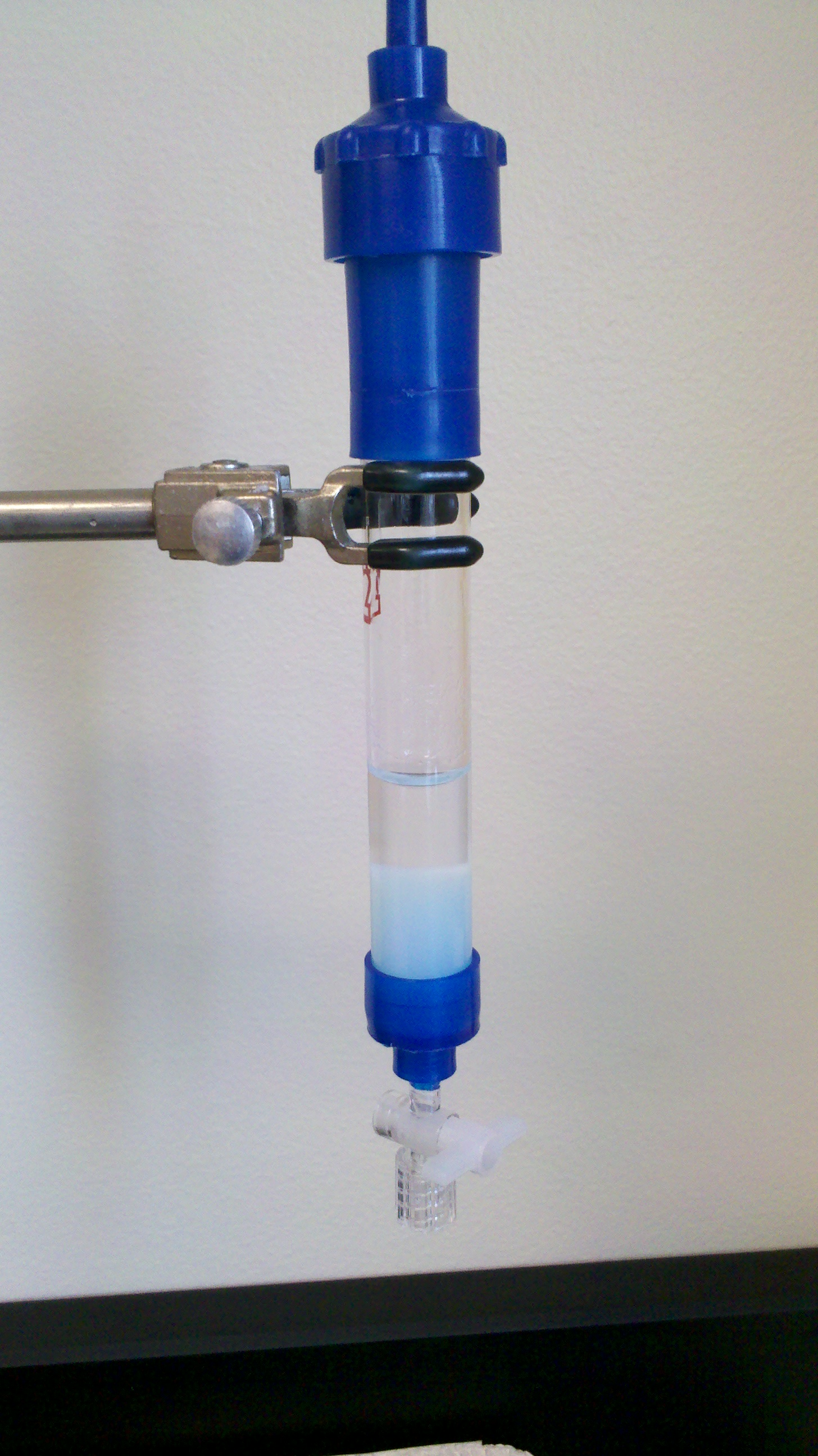
Kolumna wypełniona złożem agarozowym z niklem, stosowana do oczyszczania białek zawierających znacznik histydynowy

Chromatografia powinowactwa – rodzaj chromatografii adsorpcyjnej, w której wykorzystuje się wzajemne swoiste powinowactwo dwóch substancji, zdolnych do tworzenia kompleksów ligand–substrat, np.:
- enzym–substrat
- enzym–inhibitor
- antygen–przeciwciało
- hormon–receptor

W przypadku każdej pary cząsteczek nie ma znaczenia, która z nich zostanie wybrana jako ligand i immobilizowana.

## Zasada działania
Fazę stacjonarną stanowi obojętny chemicznie, nierozpuszczalny polimer (np. żel dekstranowy, agarozowy lub poliakrylamidowy) związany z ligandem. Umieszcza się go w kolumnie, a następnie równoważy odpowiednim buforem myjącym. Kolejnym krokiem jest przepuszczenie roztworzonego substratu (fazy ruchomej) przez złoże. Podczas rozdziału chromatograficznego z fazą stacjonarną wiążą się tylko te cząsteczki analizowanej mieszaniny, które wykazują do nich swoiste powinowactwo. Następnie przemywa się kolumnę buforem myjącym, by wypłukać nieswoiście związane białka i inne składniki fazy ruchomej. Składniki związane przez nośnik mogą być z niego wymyte przez zmianę pH, zwiększenie siły jonowej lub wprowadzenie do fazy ruchomej czynnika rozrywającego powstałe połączenia - stosuje się do tego bufor elucyjny. 

## Zalety i wady
Chromatografia powinowactwa jest selektywna – pozwala na wyizolowanie z mieszaniny substancji zbliżonych pod względem budowy chemicznej pojedynczego składnika o wysokiej czystości i w dużym stężeniu. Charakteryzuje ją również duża uniwersalność – dzięki niej można rozdzielać bardzo różne substancje (od węglowodorów niepolarnych i słabo polarnych do zasad organicznych i kwasów silnie polarnych). Metoda ta jest również bardzo czuła, zwłaszcza dla substancji znakowanych izotopowo. W praktyce jednak chromatografia powinowactwa jest wykorzystywana w szczególnych przypadkach, gdyż wymaga długich i dokładnych przygotowań (składniki adsorbatu nie mogą reagować ze sobą, solwentem i adsorbentem; nie mogą również być adsorbowane nieodwracalnie). Często jest również techniką dość kosztowną.